# Argiope (Nymphe)
Argiope (altgriechisch Ἀργιόπη Argiópē) ist in der griechischen Mythologie eine der Nymphen.
Laut der Bibliotheke des Apollodor war sie die Mutter des Sängers Thamyris, den sie dem Apollonsohn Philammon gebar. Laut Pausanias wurde ihr von Philammon aber die Ehe verweigert, woraufhin sie vom Parnass auswanderte, um ihren Sohn im thrakischen Gebiet bei den Odrysen zur Welt zu bringen. Auf diese Weise wurde versucht, die thrakische Herkunft des Thamyris zu erklären.